# История Полоцка
По́лоцк (др.-рус. Полотескъ, бел. По́лацк,  По́лацак) — древнейший город Беларуси и один из древнейших городов Восточной Европы.
Первое письменное упоминание в русских источниках о Полоцке обнаружено в имеющей северо-восточное происхождение Лаврентьевской летописи XIV века — под 862 годом в Повести временных лет упомянут Полотеск:
В лѣто 862 приіа власть Рюрикъ и раздаіа мужемъ своимъ градъі: ѡвому Полотескъ, ѡвому Ростовъ, другому Бѣлоѡзеро. .. 
и по тѣмъ городомъ суть находници  Варѧзи а перьвии насельници в Новѣгородѣ Словѣне, въ  Полотьски Кривичи ...
А. А. Шахматов считал, что этот список является позднейшей вставкой в летопись.
В Никоновской летописи XVI века упомянут поход на полочан Аскольда и Дира под 865 годом: «…воеваша Асколдъ и Диръ полочанъ и много зла сътвориша».
Согласно данным археологических раскопок на территории современного Полоцка поселение возникло на 70—80 лет ранее даты первого летописного упоминания города. Первоначальным ядром Полоцка было небольшое городище размерами 75×75 м (основная площадка 40×75 м) на правом берегу реки Полоты. Вал городища, достигавший 1,5 м, был в дальнейшем подсыпан до 3 м. В предматериковом слое нагородище найдена лепная керамика VIII—X веков. Такую же керамику нашли на селище, примыкавшем к городищу с юго-востока. Археологические раскопки на Полоцком городище, проведённые в 2007 году Д. В. Дуком, показали, что Полоцкое городище по данным радиоуглеродного анализа было заселено уже в 780 году. Были найдены фрагменты славянской керамики и кусок обожженного дерева. Историческим ядром города являлось укрепленное поселение кривичей, возникшее на месте более древнего городища банцеровской культуры на берегу реки Полоты, недалеко от впадения её в Западную Двину. Ближе к концу X века первоначальное поселение было перенесено на левую сторону Полоты. По результатам раскопок был выявлен слой днепро-двинской культуры. Городской характер укреплений городища датируется не ранее середины X века. Высота Полоцкого городища составляет не менее 13,5 м, площадь ок. 2 га, у подножия городища была расположена развитая система неукреплённых поселений. Суммарная площадь Полоцкого городища вместе с селищами на протяжении ІХ — конца X века составляла 8 га (Холопий городок на Волхове IX века и Белоозеро X века имели площадь менее 1 и 1,4 га соответственно, Ладога и Рюриково городище не превышали 8 га по площади). В IX—X веках Полоцкая земля развивалась самостоятельно и не испытала влияния хазар и «варяжской дани». Вещевой клад золотых изделий третьей четверти X века из Нижнего замка ставит Полоцк в один ряд с крупнейшими городами Северной Европы, такими как Дорестад. В конце X века площадь Полоцка возрастает в десятки раз, а в XI веке площадь Полоцка составляет ок. 180 га. На одном пряслице обнаружено граффити с нацарапанными буквами «НАМГ». Ко второй четверти XI века Полоцк становится крупным социально-экономическим и культурным центром Восточной Европы.

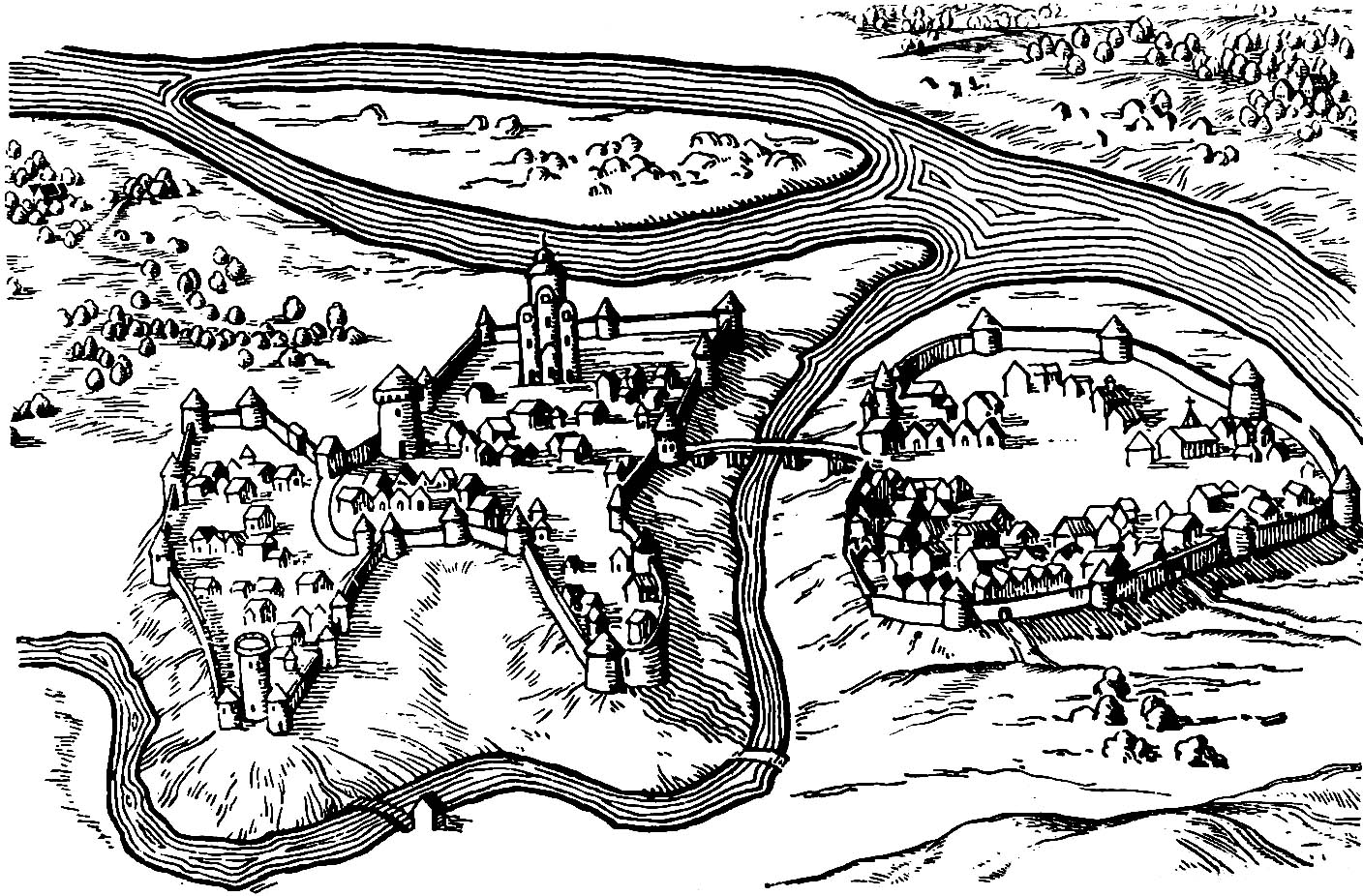
Полоцк в XVI веке

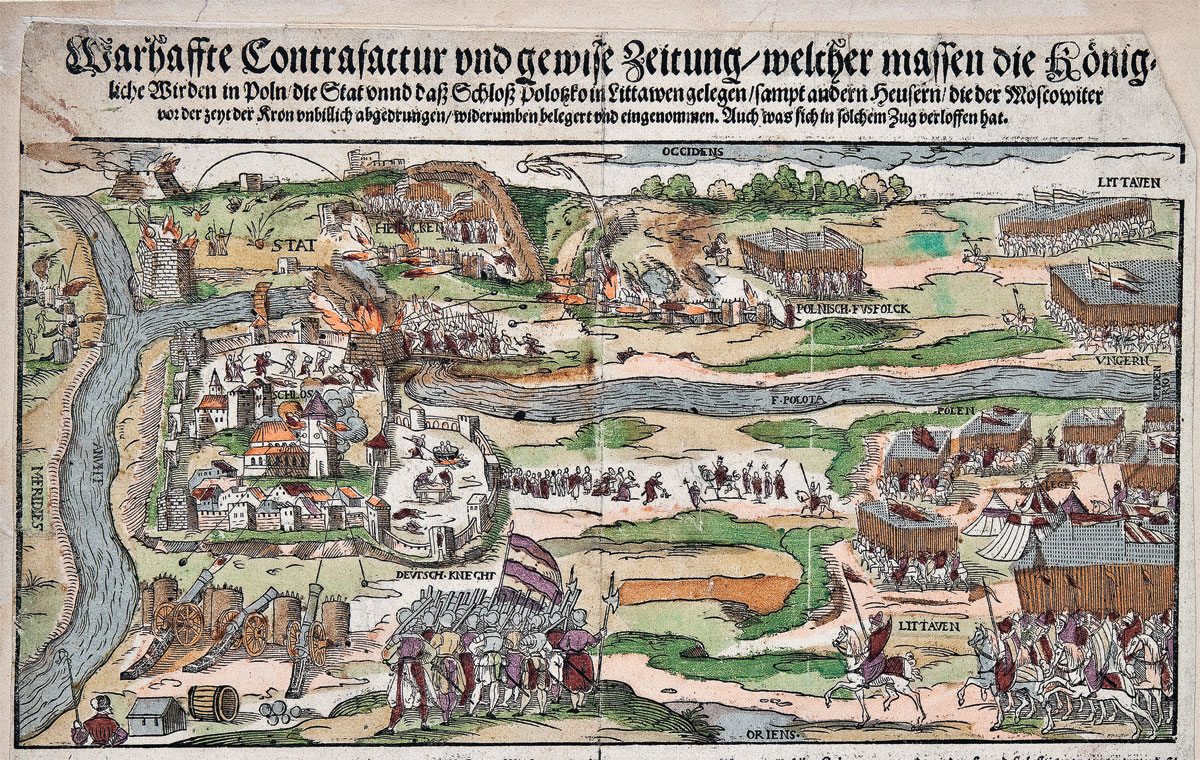
Осада Полоцка войсками Стефана Батория, 1579

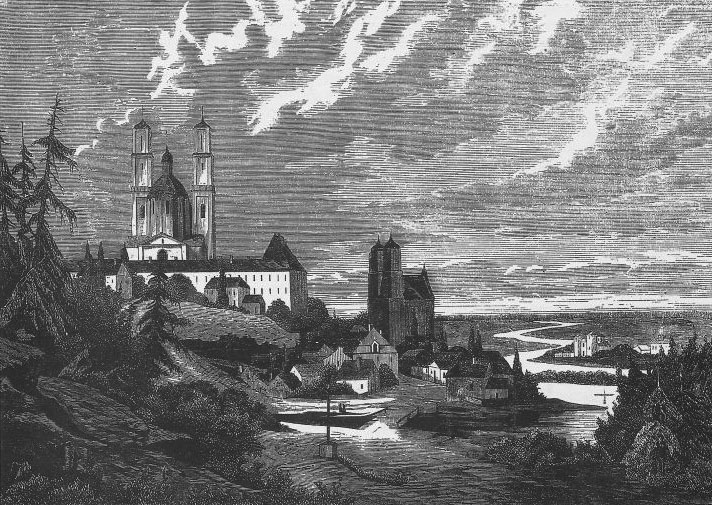
Полоцк, конец XVIII века

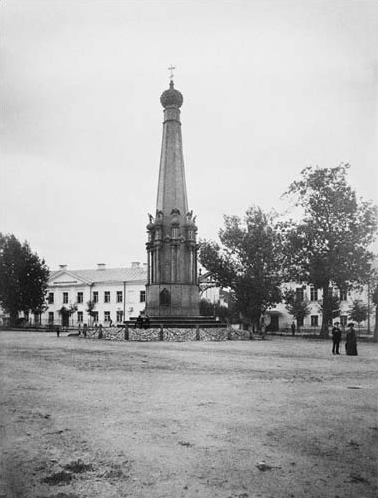
Памятник героям Отечественной войны 1812 года в Полоцке (фото, 1910)

## Полоцкое княжество
В середине X века возникло Полоцкое княжество. Оно занимало территорию в бассейне Западной Двины, верховьях Березины и Немана. Первым известным князем Полоцка, о котором упоминают летописные источники, является Рогволод (ум. ок. 978). В 988—1001 годах в Полоцке княжил Изяслав Владимирович, сын Рогнеды Рогволодовны и Владимира Святославича, родоначальник династии полоцких князей Изяславичей. На медной трапециевидной подвеске из Полоцка обнаружен трезубец Изяслава Владимировича.
В 986 году исландским миссионером Торвальдом Путешественником, «полномочным представителем Византии к русским князьям в странах Восточной Балтики», был основан первый на территории Полоцкого княжества христианский храм и монастырь св. Иоанна Крестителя «недалеко от места под горой под названием Дрофн», что послужило началом распространения христианства в Полоцком княжестве. Возможно, с деятельностью исландского миссионера Торвальда Кодранссона связано формирование общины на городище Масковичи у деревни Масковичи (Браславский район).
К 992 году относится основание Полоцкой епархии (по некоторым источникам, 1104 год).
В 1003—1044 годах в Полоцке княжил Брячислав Изяславич. Он значительно расширил территорию Полоцкого княжества, присоединив в 1021 году города Въсвячь (Усвят) и Витебск, а также земли между Западной Двиной и Дисной, где основал город Брячиславль (Браслав).
В период правления Всеслава Брячиславича (с некоторыми перерывами с 1044 по 1101 год) на левом берегу Полоты в центре Большого или Верхнего города был построен Софийский собор (между 1030—1060 годами), один из самых ранних храмов Древней Руси. Всеслав Брячиславич — единственный представитель полоцкой ветви Рюриковичей на киевском великокняжеском престоле (1068—1069). При Всеславе Брячиславиче Полоцкое княжество достигло своего наивысшего могущества.
С именем внучки Всеслава Брячиславича Преподобной Евфросинии (1110—1173), игумении Полоцкой, связано основание Полоцкого Спасо-Евфросиниевского монастыря. По её заказу в 1161 году мастер-ювелир Лазарь Богша создал напрестольный крест — шедевр ювелирного искусства.
Полоцкое княжество являлось фактически независимым от Древнерусского государства. Это провоцировало многочисленные конфликты между полоцкими и киевскими князьями. В 1129 году Мстислав Владимирович захватил Полоцк и выслал полоцких князей в Византию. Однако уже в 1132 году они возвратились из ссылки на родину.
Площадь Полоцка в XI веке составляла 180 га.
В XII веке началась борьба за главенство между Витебской, Минской и Друцкой ветвями потомков Всеслава Брячиславича. Это привело к захвату части земель Полоцкого княжества новгородцами, смоленскими и черниговскими князьями. Испытывало давление Полоцкое княжество также со стороны литовцев и крестоносцев.

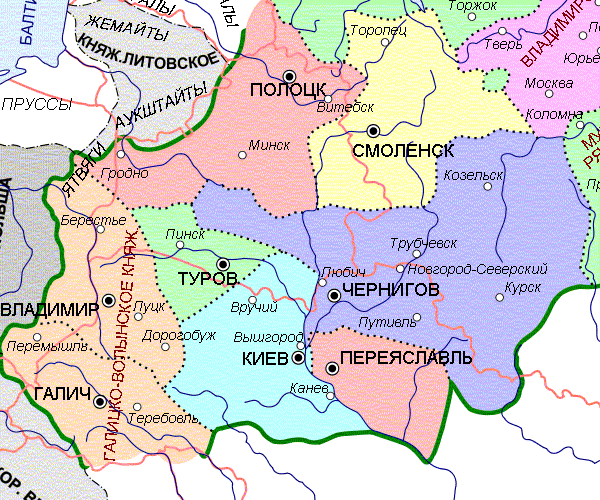
Полоцкое княжество в начале XIII века

В начале XIII века Полоцкое княжество вело борьбу с рыцарями Ливонского ордена, которые захватили города Герцике и Кукейнос, находившиеся в вассальной зависимости от Полоцка. В 1201 году в устье Западной Двины немецкими рыцарями-крестоносцами было основано военно-торговое поселение Рига, что значительно подрывало экономические позиции Полоцка.
В 1229 году между Смоленским, Витебским и Полоцким княжествами с одной стороны и Ригой и Готландом с другой стороны был заключён договор — Смоленская торговая правда.
В начале 1240-х годов на полоцком княжеском престоле часто оказывались литовцы, однако государство сохраняло самостоятельность. Правивший в Полоцке во второй половине XIV века Андрей Полоцкий (1342—1377, 1381—1387) является одним из самых замечательных политических деятелей в истории Полотчины. После утраты князем Андреем Полоцкого княжества его сменил Скиргайло Ольгердович (1387—1397) — последний самостоятельный полоцкий князь. С 1392 года земли бывшего Полоцкого удела в составе Великого княжества Литовского управлялись наместниками, а с 1504 года — воеводами.
В XVIII веке площадь города составляла 250 га, численность населения достигала 10 тыс. человек.

## В составе Великого княжества Литовского и Речи Посполитой
На протяжении 1432—1436 годов во время гражданской войны в Великом княжестве Литовском Полоцк являлся одним из центров боровшегося за власть Свидригайло.
В 1498 году в городе было введено Магдебургское право. В 1504—1772 годах — центр Полоцкого воеводства Литовского княжества (с 1569 года — воеводства Речи Посполитой).
Первой неудачной попыткой русских войск по взятию города стала осада 1518 года. После взятия города войсками Ивана IV в 1563 году в ходе Ливонской войны Полоцк в 1563—1579 годах пребывал в составе Русского государства. В 1563 году в городе состоялось массовое убийство жителей-иудеев, около 300 человек были утоплены в Западной Двине по причине отказа перейти в христианство. На протяжении последующего времени 25 кислева по иудейскому календарю отмечалась как день поминовения невинно убиенных. Король Речи Посполитой Стефан Баторий взял город в результате осады 1579 года.
Во время русско-польской войны 1654—1667 годов Полоцк вновь оказывается под властью Российского царства.
Во время Северной войны в 1705 году когда войска Петра I находились в Полоцке, были убиты четыре униатских священника.

## В составе Российской империи

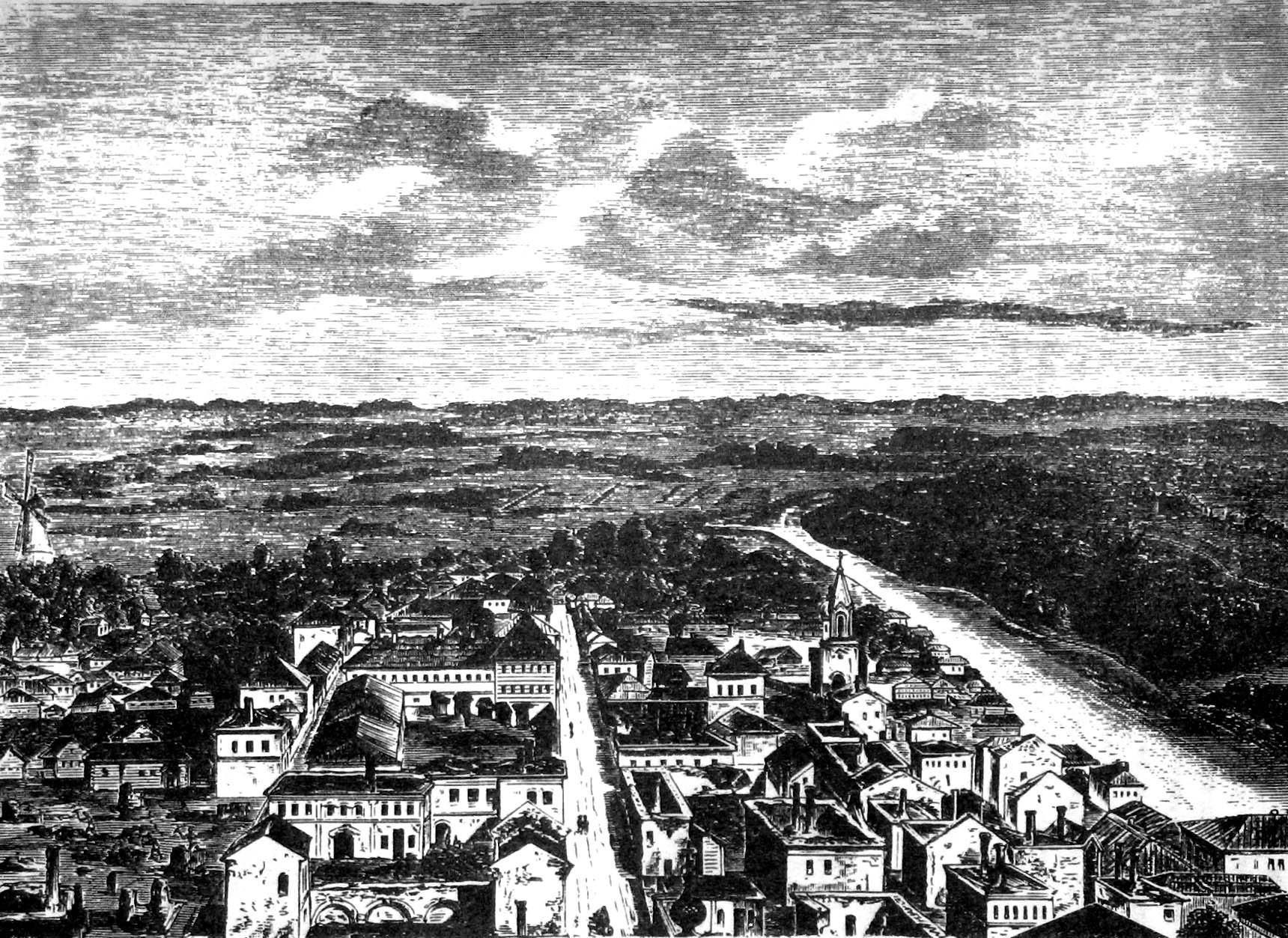
Полоцк, 1882

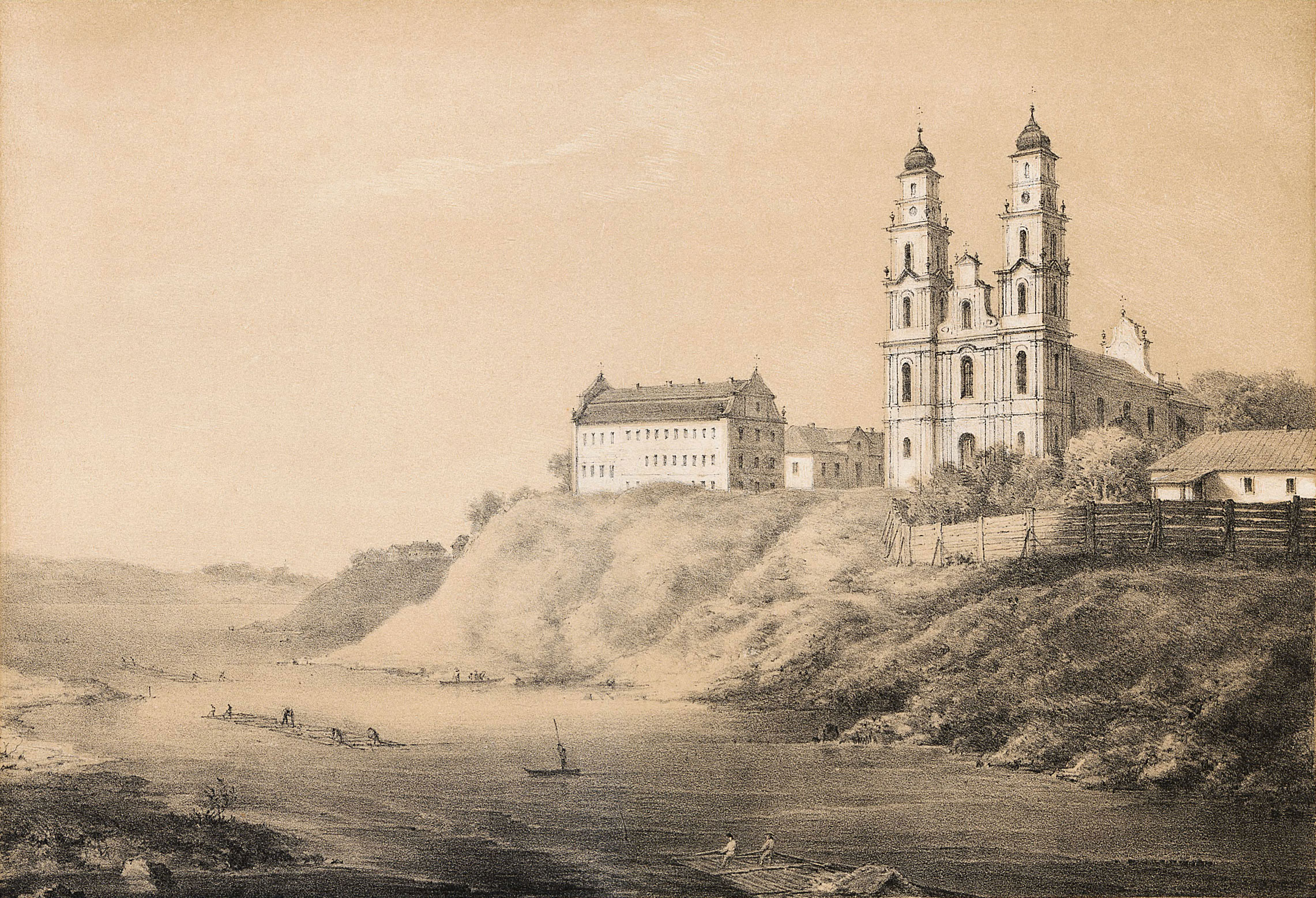
Полоцк. Рисунок Н. Орды, XIX век

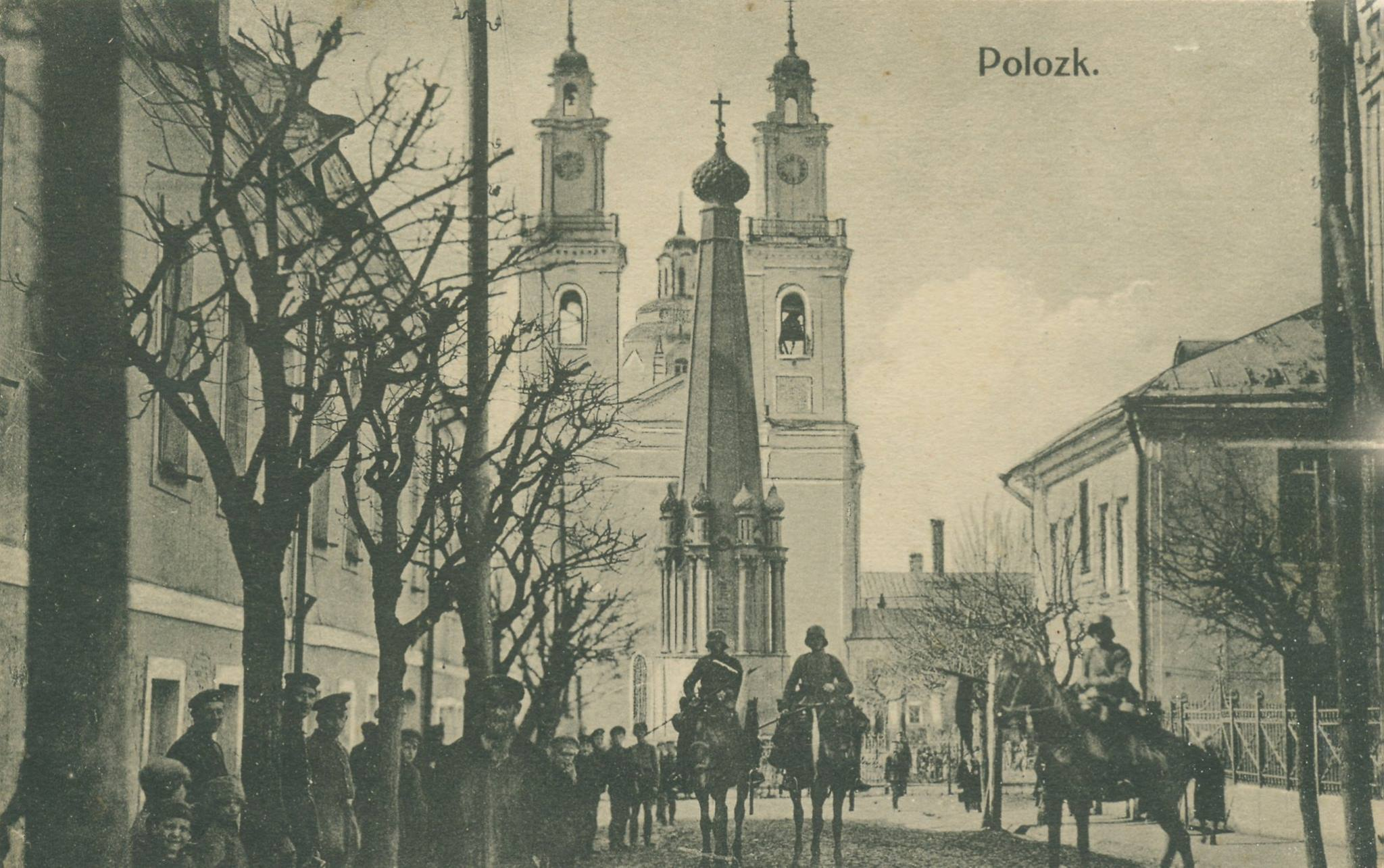
Полоцк, 1914

В итоге первого раздела Речи Посполитой правобережная часть Полоцка 25 июля (5 августа) 1772 года вошла в состав Российской империи. Левобережная часть Полоцка вошла в состав Российской империи по второму разделу Речи Посполитой в 1793 году. В 1772—1776 годах город находился в Псковской губернии. С 24 августа (4 сентября) 1776 года Полоцк — административный центр Полоцкой губернии. С 12 мая (23 мая) 1778 года — Полоцкого наместничества.
Двадцатилетнее нахождение Полоцка в губернском качестве способствовало значительному экономическому росту и культурному развитию города. Были приняты принципы регулярной планировки городского центра, возводились новые административные здания, выросла территория города, увеличилось население. Полоцк вернул себе статус центра местной и транзитной торговли.
С 12 декабря (23 декабря) 1796 года Полоцк — уездный город Белорусской губернии, а с 1802 года — Витебской.
В 1808 году в Полоцке действовали уездное, иезуитское, базилианское училища и еврейская школа. В городе ежегодно проводились 4 ярмарки, работали небольшие кожевенные, поташные и кирпичные предприятия. Существовали действующие иезуитский монастырь, доминиканский, бернардинский, базилианский и францисканский костелы, а также деревянная приходская Свято-Покровская православная церковь и каменная церковь в Богоявленском мужском монастыре, лютеранская кирха и старообрядческая часовня.
Накануне Отечественной войны 1812 года через город проходили санкт-петербургский, рижский, витебский и могилёвский публичные почтовые тракты, а также пять купеческих трактов: на левом берегу Двины — Виленский, Лепельский, Бешенковичский, на правом — Дисненский и Невельский. По населенности Полоцк относился к самым крупным уездным центрам Белоруссии и уступал только губернским городам.
В 1812 году под Полоцком произошли два сражения между русской и французской армиями (см. Первое сражение под Полоцком и Второе сражение под Полоцком).
12 февраля 1839 года состоялся Полоцкий церковный собор. Епископами и начальствующим духовенством греко-католической (униатской) церкви  был подписан «Соборный акт» о соединении униатской церкви с православной спустя 243 года после Брестской унии. На соборе присутствовали 3 епископа: Иосиф (Семашко), Антоний (Зубко), Василий (Лужинский) и 21 человек из состава высших духовных лиц.
В 1891 году в городе действовали 23 синагоги и еврейских молитвенных дома, 8 православных церквей, католический костел, лютеранская церковь, молельня раскольников, мужской и женский монастыри.
Развитию города способствовала прокладка Риго-Орловской (1866), а затем Николаевской железных дорог (1907).
23 мая 1910 года, в день памяти преподобной Евфросинии, состоялось возвращение мощей святой Евфросинии в Полоцк. Они были помещены в Спасо-Преображенском храме. До 1910 года мощи Евфросинии находились в Киево-Печерском монастыре.

Полоцк на фотографиях С. М. Прокудина-Горского, 1912
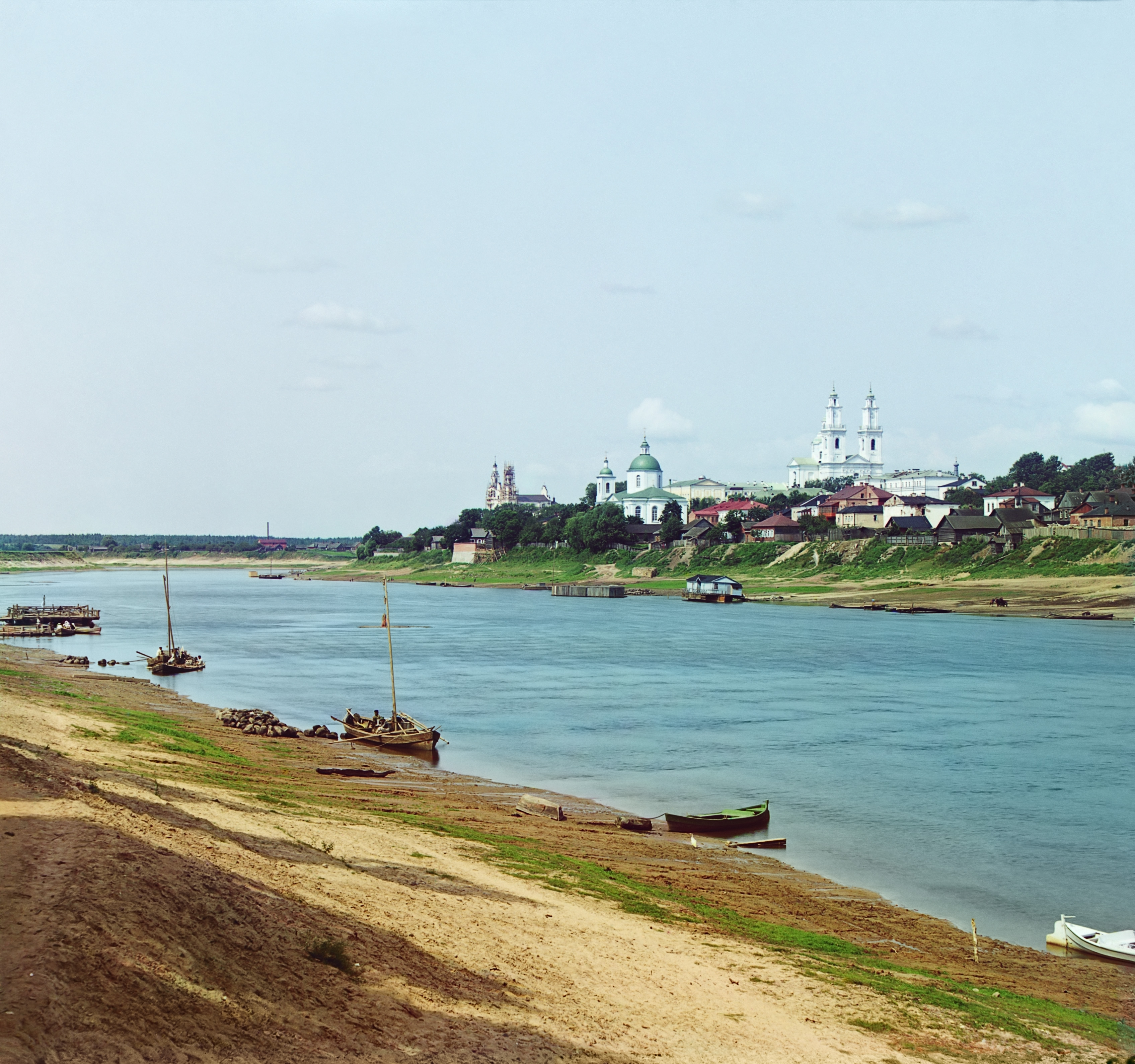
Вид на Полоцк в 1912 году
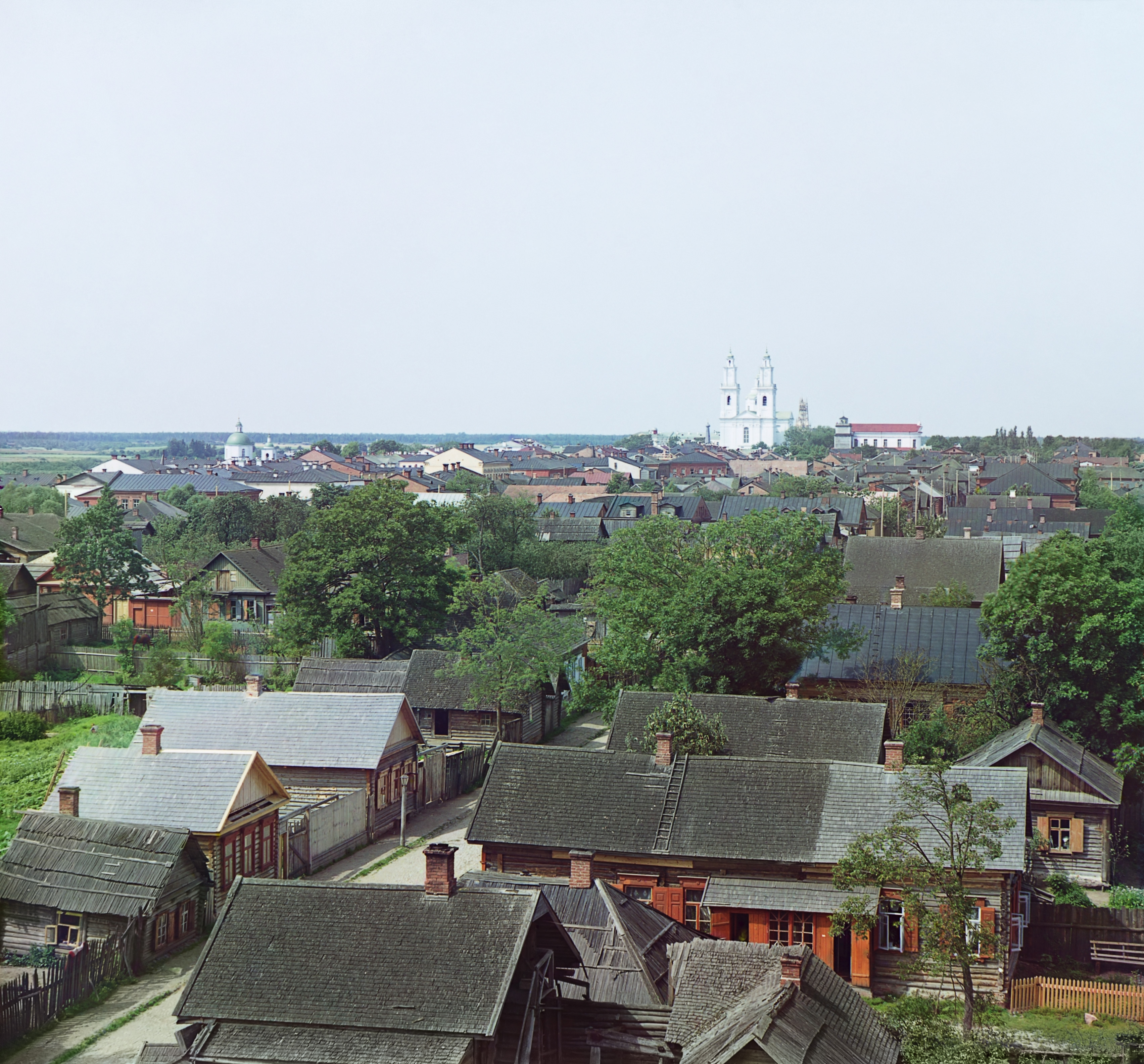
Вид с северо-запада
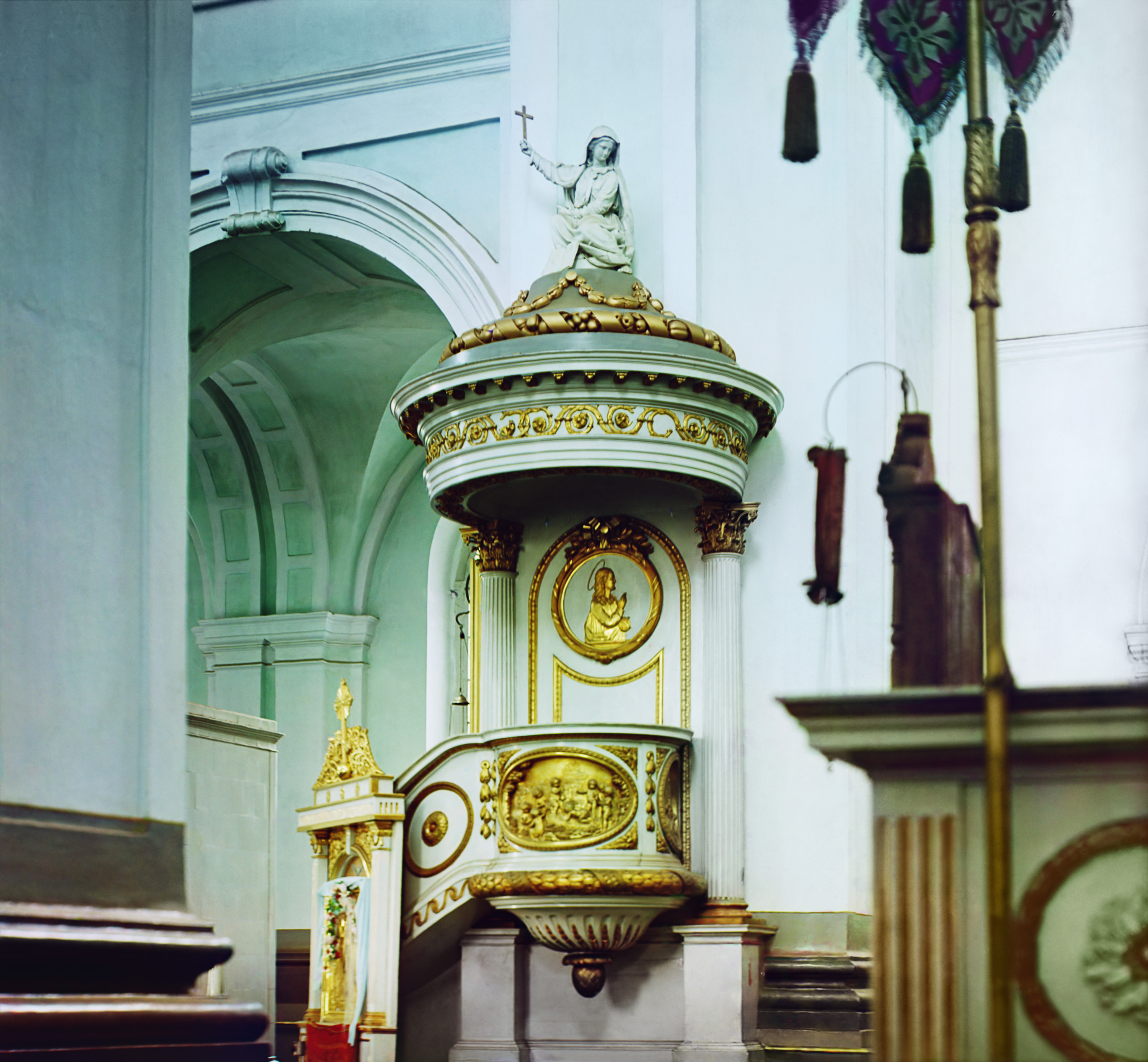
Католическая кафедра в Свято-Николаевском соборе
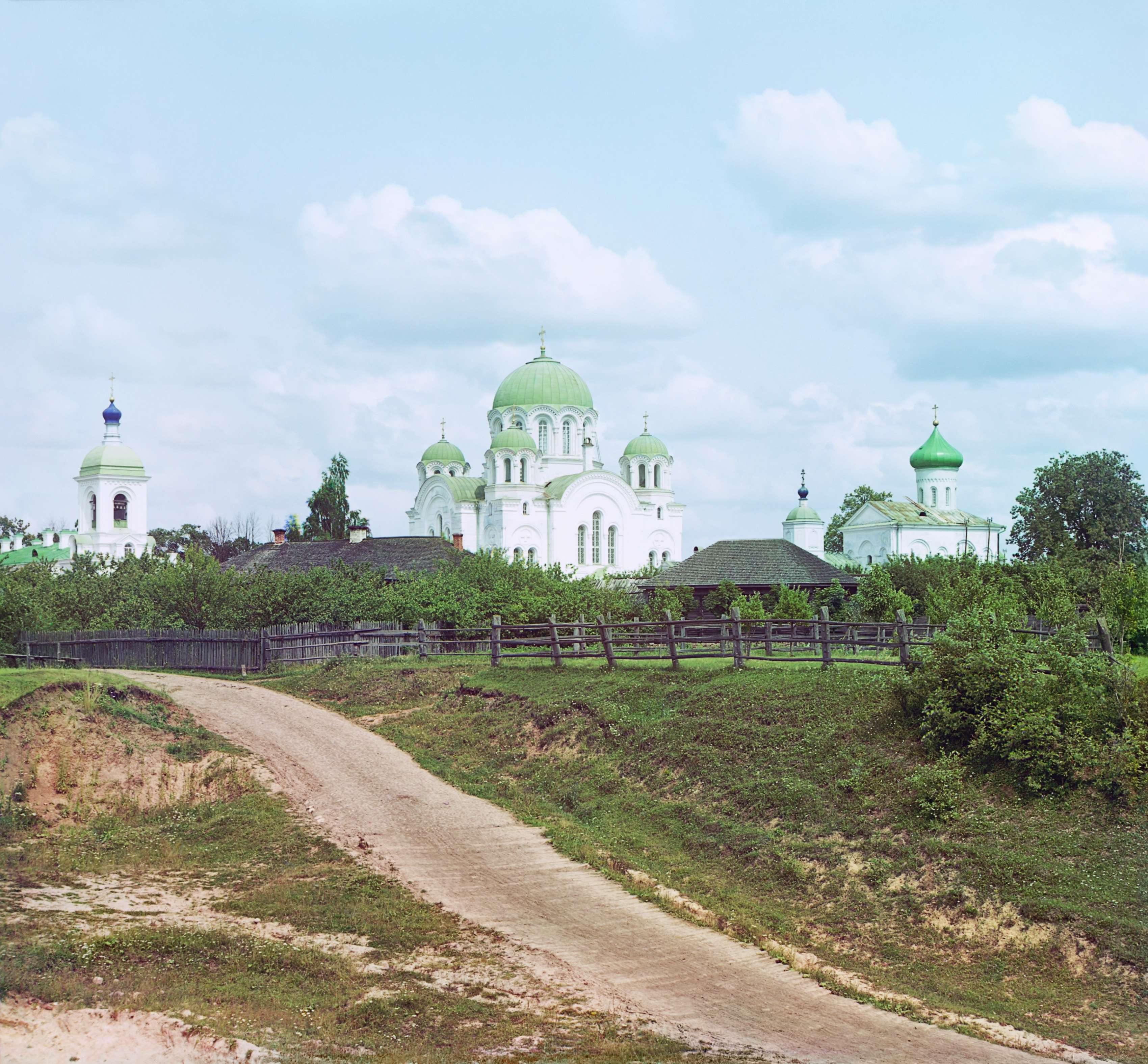
Спасский монастырь

## Советский период

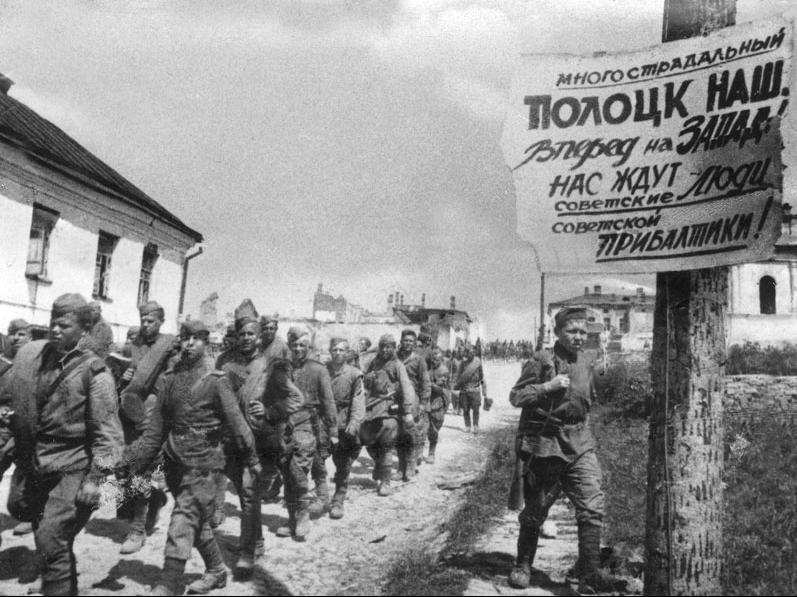
Военнослужащие 1-го Прибалтийского фронта в освобождённом Полоцке, июль 1944 года.

Во время Гражданской войны и иностранной интервенции Полоцк занимали германские (25.02.1918 — 21.11.1918) и польские (22.09.1919 — 14.05.1920) войска.
С 1924 года Полоцк в составе Белорусской ССР.
В годы Великой Отечественной войны Полоцк 16 июля 1941 года был захвачен немецкой армией (см. Оборона Полоцка 1941). Упорная оборона советской 22-й армией Полоцка на 20 дней задержала продвижение немецких войск на северном фланге центрального участка советско-германского фронта.
Евреи города были согнаны нацистами в гетто и уничтожены. За время оккупации были убиты десятки тысяч жителей города и советских военнопленных. (См. Дулаг 125; Полоцкое гетто)
Захватчики нанесли городу огромный ущерб. Была уничтожена центральная часть города, было во многом разрушено Заполотье, сожжено Задвинье. В городе не осталось ни одного промышленного предприятия: были уничтожены электростанции, железнодорожный узел, хлебокомбинат, мясокомбинат, птицекомбинат, кирпично-гончарный и лесопильный заводы, другие предприятия.
Полоцк был освобождён 4 июля 1944 года войсками Первого Прибалтийского фронта (см. Полоцкая наступательная операция).
С 20 сентября 1944 года по 8 января 1954 года Полоцк являлся административным центром Полоцкой области в составе Белорусской ССР.

## В Республике Беларусь
С 1991 года — в составе независимой Республики Беларусь.
Значительным событием городской жизни стало проведение 6—8 сентября 2002 года в Полоцке Республиканского фестиваля-ярмарки тружеников села «Дожинки». Во время проведения праздника Полоцк посетило около 8 000 гостей. В ходе подготовки праздника Полоцку из национального бюджета было выделено только на ремонт дорог 3,5 млрд бел. руб. Облик городского центра значительно преобразился.
С 25 мая по 5 июня 2012 года в городе проходили праздничные мероприятия, посвящённые 1150-летию первого упоминания Полоцка в письменных источниках.
В 2016 году Полоцк затронули предпринимательские протесты.